# Canto por el cambio
Canto por el cambio es un álbum en directo lanzado en 2004 e interpretado por varios artistas hispanoamericanos: los chilenos Quilapayún e Inti-Illimani, el mexicano Alejandro Filio, los uruguayos Rumbo, Jorge Drexler y Rubén Rada, los argentinos Víctor Heredia y Susana Rinaldi, y los españoles Joan Manuel Serrat, Ismael Serrano, Luis Eduardo Aute, Maria del Mar Bonet, Joan Isaac, Ana Belén y Víctor Manuel.
En octubre de 2004, el entonces candidato a la presidencia, y al año siguiente electo Presidente de Uruguay, Tabaré Vázquez, agradeció a Quilapayún por incorporar la canción inédita «Aquí estamos» en este álbum:

«Nos demuestra que el grupo Quilapayún sigue estando al servicio de las causas más justas que conmueven a nuestro continente.
Tabaré Vázquez.»

## Lista de canciones
| Canto por el cambio |                                      |                          |                          |                                |          |  |
| N.º                 | Título                               | Música                   | Escritor(es)             | Intérprete                     | Duración |  |
| 1.                  | «Aquí estamos»                       | Rodolfo Parada           | Rodolfo Parada           | Quilapayún                     |          |  |
| 2.                  | «Para la libertad»                   | Joan Manuel Serrat       | Miguel Hernández         | Joan Manuel Serrat             | 2:56     |  |
| 3.                  | «¿A quién?»                          | Alejandro Filio          | Alejandro Filio          | Alejandro Filio                | 3:23     |  |
| 4.                  | «Principio de incertidumbre»         | Ismael Serrano           | Ismael Serrano           | Ismael Serrano                 | 4:35     |  |
| 5.                  | «A redoblar»                         |                          |                          | Rumbo                          | 4:00     |  |
| 6.                  | «Al alba»                            | Luis Eduardo Aute        | Luis Eduardo Aute        | Luis Eduardo Aute              | 4:58     |  |
| 7.                  | «Què volen aquesta gent»             | Maria del Mar Bonet      | Lluís Serrahima          | Maria del Mar Bonet Quilapayún | 2:44     |  |
| 8.                  | «Frontera»                           |                          |                          | Jorge Drexler                  | 3:29     |  |
| 9.                  | «A Margalida»                        | Joan Isaac               | Joan Isaac               | Joan Isaac                     | 3:09     |  |
| 10.                 | «Fénix»                              |                          |                          | Víctor Heredia                 | 4:36     |  |
| 11.                 | «Compañeros del alma»                |                          |                          | Susana Rinaldi                 |          |  |
| 12.                 | «Sobre tu playa»                     | D. Cantillana, M. Meriño | D. Cantillana, M. Meriño | Inti-Illimani                  | 5:01     |  |
| 13.                 | «Te la pinto de celeste»             |                          | Rubén Rada               | Rubén Rada                     | 2:38     |  |
| 14.                 | «Contamíname»                        | Pedro Guerra             | Pedro Guerra             | A. Belén, V. Manuel            | 3:31     |  |
| 15.                 | «El pueblo unido jamás será vencido» | Sergio Ortega            | Quilapayún               | Quilapayún                     | 3:38     |  |
| 59:27               |                                      |                          |                          |                                |          |  |